# 埃鲁瓦迪
埃鲁瓦迪（Eruvadi），是印度泰米尔纳德邦Tirunelveli县的一个城镇。总人口14715（2001年）。

## 人口
该地2001年总人口14715人，其中男性6773人，女性7942人；0—6岁人口1618人，其中男851人，女767人；识字率78.51%，其中男性为82.03%，女性为75.51%。